# Resolució 889 del Consell de Seguretat de les Nacions Unides
La Resolució 889 del Consell de Seguretat de les Nacions Unides fou adoptada per unanimitat el 15 de desembre de 1993. Després de recordar la Resolució 186 (1964) i altres resolucions pertinents sobre Xipre, el Consell va prendre nota d'un informe del Secretari General Boutros Boutros-Ghali i va estendre la mandat de la Força de les Nacions Unides pel Manteniment de la Pau a Xipre (UNFICYP) fins al 15 de juny de 1994.
En les circumstàncies d'aleshores el Consell va assenyalar que no era possible actualitzar l'estructura i força de poder. Les autoritats militars de tots dos bàndols de la zona d'amortiment van dir que no s'havien produït més incidents al llarg de la frontera i van exhortar els països a reduir el nombre de tropes estrangeres a la República de Xipre. Van demanar a la República de Xipre que redueixi la despesa de defensa per ajudar a restaurar la confiança en el progrés de la pau, tal com es preveu en el «Conjunt d'idees».
Es va instar les autoritats militars de la República de Xipre i Xipre del Nord a iniciar converses sobre la prohibició de municions reals o d'altres armes que es mantenen a mà durant l'alto el foc, a més de prohibir el disparar armes a la vista o oïda de la zona d'amortiment de les Nacions Unides. Els líders d'ambdues comunitats van instar a promoure la reconciliació i la tolerància, tot afirmant que l'statu quo és inacceptable. Turquia i Grècia van donar suport a un conjunt de mesures que haurien de fomentar la confiança i ajudar a resoldre a la situació. A aquest efecte, es va demanar al Secretari General que informés al Consell, al final de febrer de 1994, sobre els resultats de les mesures de foment de confiança i que es revisés el futur del paper de les Nacions Unides a Xipre.